# Contea di Crawford (Iowa)
La contea di Crawford (in inglese Crawford County) è una contea dello Stato dell'Iowa, negli Stati Uniti. La popolazione al censimento del 2000 era di 16 942 abitanti. Il capoluogo di contea è Denison.